# Cistus heterophyllus
Cistus heterophyllus är en solvändeväxtart. Cistus heterophyllus ingår i släktet Cistus och familjen solvändeväxter.

## Underarter
Arten delas in i följande underarter:
- C. h. carthaginensis
- C. h. heterophyllus

## Bildgalleri

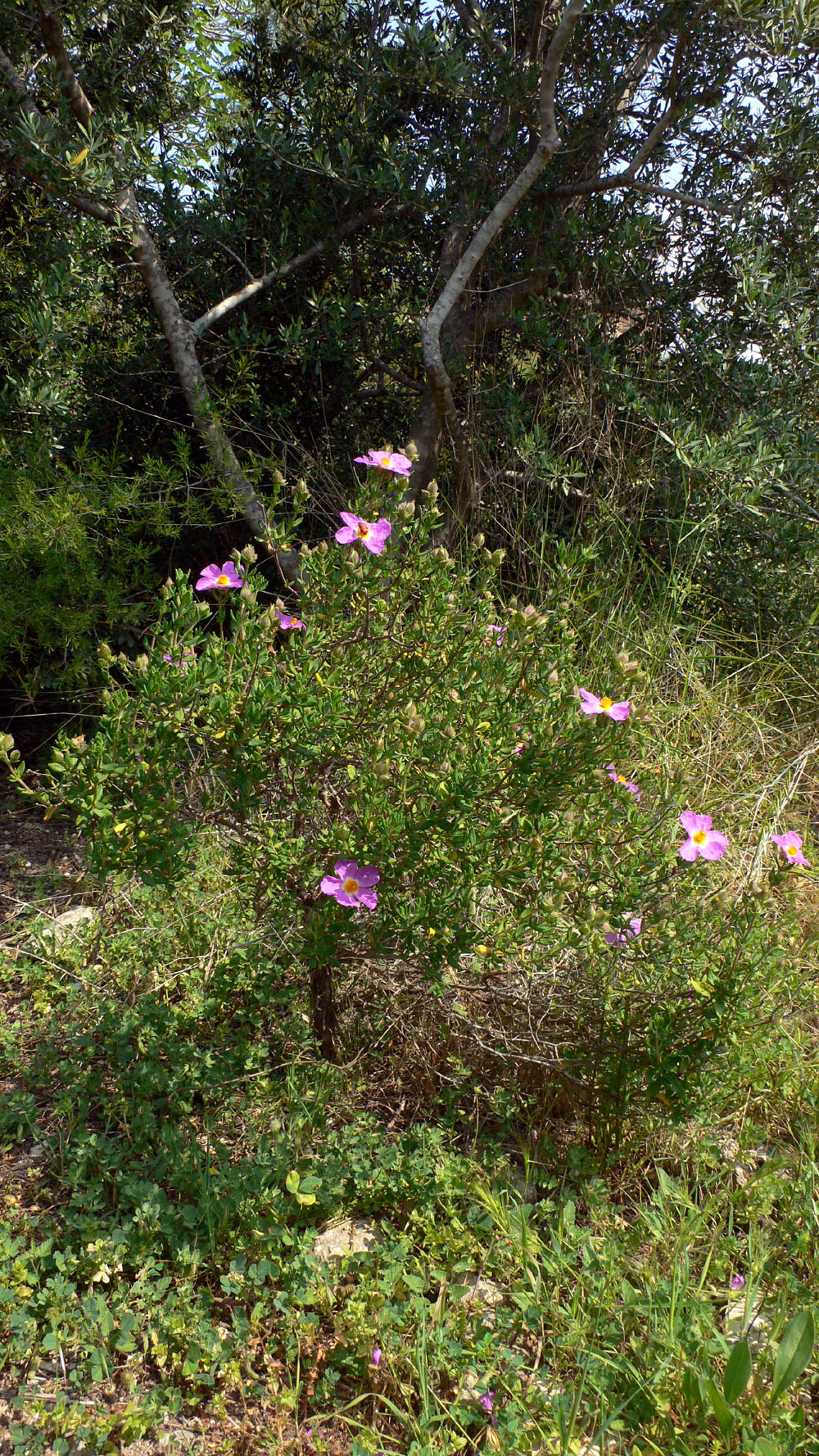
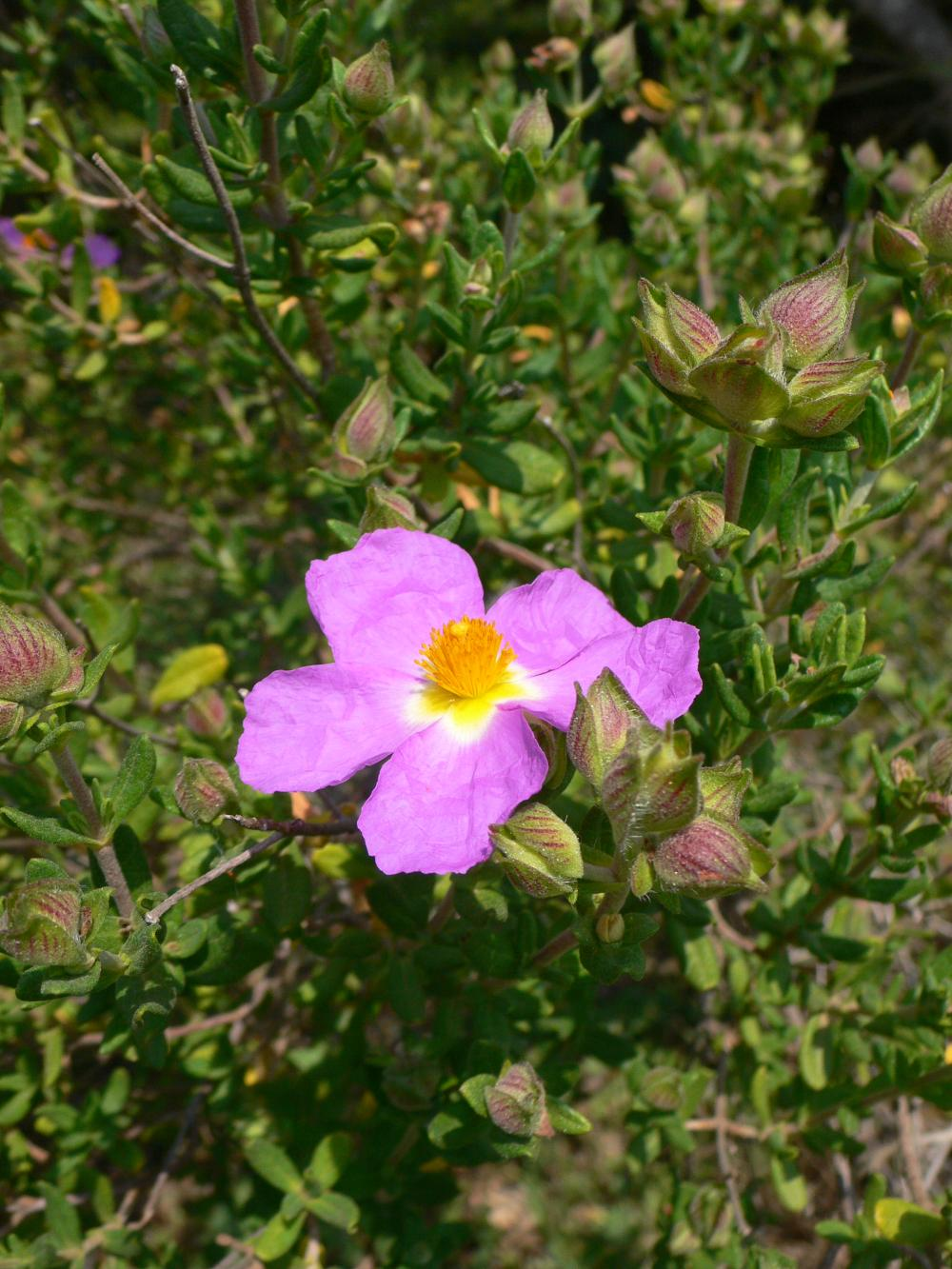
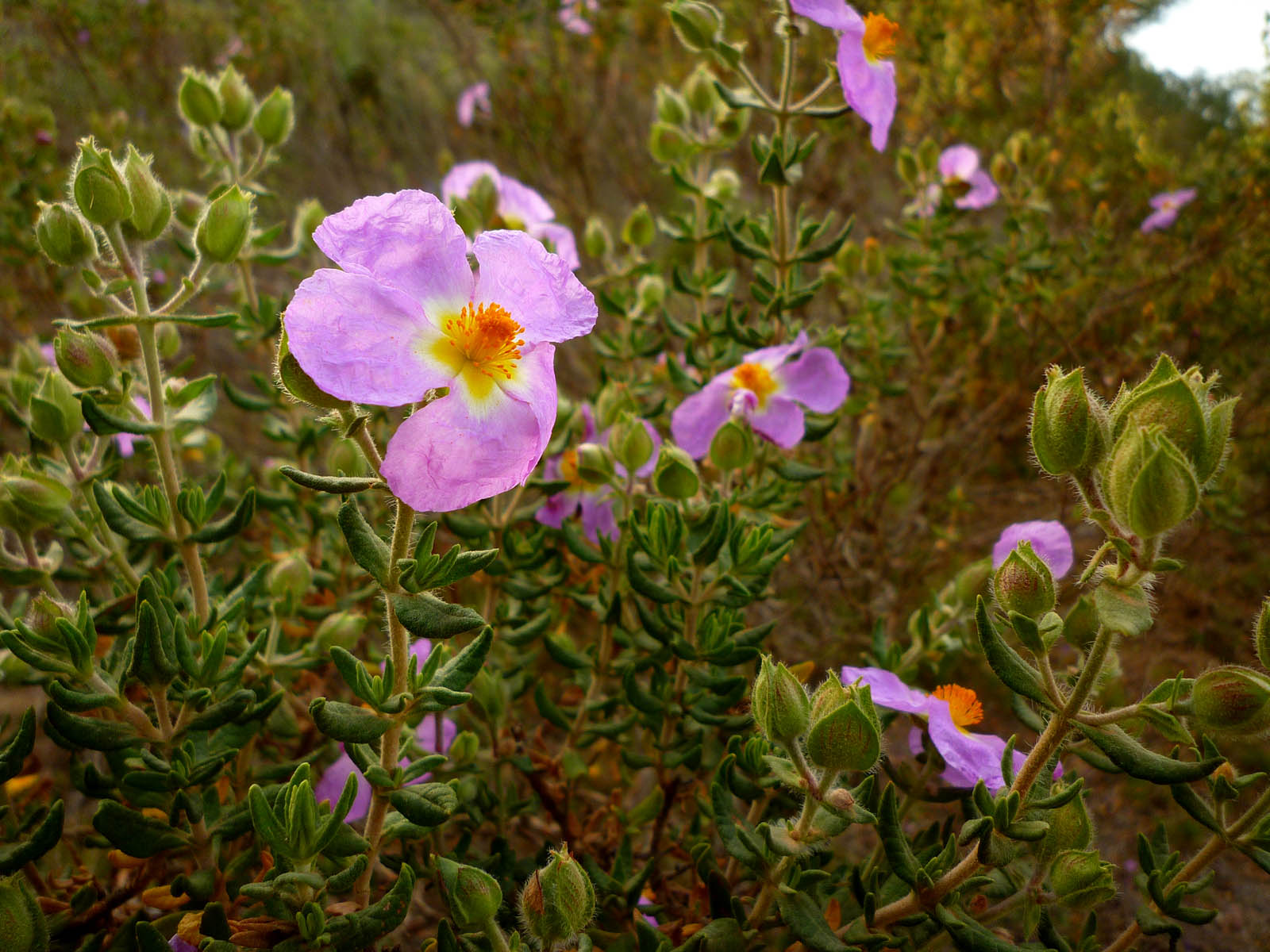